# Wiebesia nuda
Wiebesia nuda är en stekelart som beskrevs av Wiebes 1993. Wiebesia nuda ingår i släktet Wiebesia och familjen fikonsteklar. Inga underarter finns listade i Catalogue of Life.